# هبراسپرینگز (آرکانزاس)
هبراسپرینگز (آرکانزاس) (به انگلیسی: Heber Springs, Arkansas) یک شهر در ایالات متحده آمریکا با جمعیت ۷٬۱۶۵ نفر است که در آرکانزاس واقع شده‌است.